# Gurren Lagann
Gurren Lagann (jap. 天元突破グレンラガン, Tengen Toppa Guren Ragan von Tengen Toppa Gurren Lagann, dt. etwa: „Himmelsdurchbrecher Gurren-Lagann“) ist eine Anime-Fernsehserie des Studios Gainax aus dem Jahr 2007. Die Serie wurde auch als Manga umgesetzt und für ein Videospiel adaptiert.
Die Serie spielt in ferner Zukunft und erzählt von einer Gruppe Mecha-Krieger, die die Erdoberfläche wieder bewohnbar machen wollen und gegen Tyrannen und Feinde des Lebens auf der Erde kämpfen.

## Inhalt

### Welt
In ferner Zukunft leben die Menschen unter der Erde und glauben, dass die Erdoberfläche unbewohnbar ist oder gar nicht mehr existiert. In vielen Höhlen und unterirdischen Gängen ergraben sie sich neuen, größeren Lebensraum. In dieser Welt wird alles durch die Wirkung von Spiralen und Antispiralen bestimmt.
Spiralen sind kreislinienförmige Formen von Energie, die alle Lebewesen innehaben und die durch Kampfgeist gelenkt werden können. Die Antispiralen stellen das Gegenstück zu ihnen dar, sie werden durch geometrische Formen wie Quadrate oder Dreiecke dargestellt. Sie werden von anderen Lebensformen verwendet, die die mit Spiralen lebenden Wesen vernichten wollen. Dabei werden Lebewesen jeweils danach benannt, ob sie Spiralen- oder Antispiralen-DNA besitzen.
Der Spiralenkönig auf der Erdoberfläche unterdrückt die Spiralen, damit diese zum einen nicht mit den Gunmans (Kriegsmaschinen) zusammenstoßen und zum anderen nicht mit den Antispiralen zusammentreffen.

### Handlung
Der junge Simon, welcher schon im frühen Kindesalter seine Eltern bei einem der gefürchteten Erdbeben verloren hatte, findet eines Tages beim Graben einen bohrkopfähnlichen Anhänger, welchen er als Talisman behält. Kamina, ein junger Mann und guter Freund von Simon, nimmt ihn mit, um zusammen mit einer Gruppe Jugendlichen die Erdoberfläche aufzusuchen. Jedoch ist dies verboten, und der Bürgermeister der kleinen Stadt hindert sie daran und verhaftet Kamina. Als Simon nun einen großen Kopf im Erdreich findet, hilft er Kamina, auszubrechen, um ihm diesen zu zeigen. Sie werden jedoch unterbrochen, als ein riesiger Gunman, ein von sogenannten Beastmen kontrollierter Roboter, zusammen mit einem Mädchen namens Yoko in die Höhle stürzt. Kamina glaubt, dass Yoko von der Erdoberfläche kommt und will ihr helfen, den Gunman zu zerstören, was ihnen jedoch nicht gelingt. Simon bringt sie unter die Erde, wo er ihnen einen Weg zu seiner Entdeckung zeigt. Yoko erkennt in dem Kopf einen kleinen Gunman, welcher dank des Talismans wieder zum Laufen gebracht wird, und mit seiner Hilfe schaffen Simon, Yoko und Kamina es, den feindlichen Gunman zu zerstören. Kamina nennt den Gunman von Simon Lagann.
Nun an der Oberfläche lernen sie Yokos Volk kennen, ein Menschenlager, welches sich im Kampf gegen die Beastmen gerüstet hatte. Als sie am nächsten Tag erneut angegriffen werden, gelingt es Kamina, sich einen eigenen Gunman anzueignen. Er gibt ihm den Namen Gurren. Da es nun eine Zeit ruhig ist, gehen Yoko, Simon und Kamina Nahrung jagen, wobei sie einen Beastman namens Viral treffen, der sie herausfordert. In dem Kampf schaffen Simon und Kamina es, ihre Gunmen zu fusionieren, wobei ein neuer Mecha mit zwei Gesichtern entsteht, genannt Gurren-Lagann.
Simons Mecha hat die Fähigkeit, sich mit anderen Mechas zu vereinen und sie zu übernehmen. In der folgenden Zeit lernen sie mehrere Verbündete kennen, die sich ermutigt durch Kaminas erfolgreiche Aneignung eines Mechas selber Mechas von den Beastmen gestohlen haben. So gründet Kamina die Gruppe Gurren-Brigade (jap. Gurren-dan), die gegen die Beastmen kämpft. Nach Kaminas Tod führt Simon die Gruppe weiter. Unter den neuen Mitstreitern ist auch die Prinzessin Nia Tepperin, die Simon über seine Depressionen wegen des Todes seines Freundes hinweghilft. Unter den Gunmen bekämpft die Gurren Brigade den Spiralenkönig, Lord Genome, welcher die Menschen unter der Erdoberfläche versteckt hält und die diesem untergebenen Beastmen.
Sieben Jahre nachdem der Spiralenkönig besiegt worden war, ist Simon „Oberbefehlshaber“ einer neuen Kolonie, die er zusammen mit seinen Freunden gegründet und aufgebaut hat. Jedoch wird mit dem millionsten geborenen Menschen ein Spiralen-Vernichtungsprogramm gestartet, dessen Ziel die Vernichtung aller Menschen auf der Welt ist. Infolge dieses Programms erwacht nun in Prinzessin Nia eine negative Energie und sie wird zu Messenger Nia. Wie sich herausstellt, ist es ein konträre Energie zu den Spiralen und wird Antispiralen genannt. Daraufhin versuchen Simon und seine Mitstreiter diese zu bekämpfen. Dabei kämpfen sie im Universum und zwischen Parallelwelten und auch der wiederbelebte Lord Genome unterstützt sie dabei.
Nachdem die Gruppe die Anti-Spiralen besiegt hat, kehrt wieder Ruhe auf dem Planeten Erde ein. Simon und Nia heiraten und gleich nach dem Kuss löst sich Nia in Luft auf, da sie aus der Energie der nun vernichteten Anti-Spiralen bestand.

## Charaktere
Simon (シモン)
Er ist ein ca. 14-jähriger Junge und der erste, der einen Mecha steuert, welcher von Simons Freund Kamina den Namen Lagann erhält. Simon ist eher schüchtern und oft ängstlich. Im Kampf ist er eher derjenige, der am liebsten nur wegrennen möchte, kann aber durch Wut oder den Druck Kaminas im gewissen Maße motiviert werden, wodurch er enorm stark wird. Er selbst betrachtet den Mut seines Freundes mit Staunen und Angst zugleich. Nachdem der SpiralenKönig Lord Genome Tepperin besiegt wurde, wird er in den folgenden Teilen als junger Mann dargestellt, dessen Einstellung und Verhalten sich stark in Richtung Kamina verändert hat. Er hält dann als Anführer der „Dai-Gurren Brigade“ den Titel „Commander“ inne.
Kamina (カミナ)
Er ist Simons bester Freund und wird von ihm Bruder genannt, auch dessen Vorbild. Er ist selbstbewusst, überheblich, unerschrocken und übermütig. Er glaubt daran, dass Leben auf der Erdoberfläche existiert, da er einst mit seinem Vater auf dieser war. Er ist am ganzen Körper tätowiert, hat immer eine langgezogene, W-förmige Sonnenbrille auf und trägt später auch den Umhang seines Vaters, welcher das Zeichen eines brennenden Schädels auf sich trägt und Kamina auf den Streifzügen neben den Überresten seines Vaters wiederfand. Er ist Gründer und Anführer der „Gurren Brigade“, welche ebenfalls unter diesem Zeichen gegen die Beastmen und später als „Dai-Gurren Brigade“ gegen Lord Genome kämpft. Sein Mecha hat den Namen Gurren, welcher sich mit Simons Lagann zu „Gurren Lagann“ vereinigen kann. Kamina stirbt jedoch im Kampf gegen die Beastmen, was Simon völlig verstört zurücklässt, und erst nach der Erscheinung Nias wieder aufblicken lässt. Nach dem Sieg der Gurren Brigade über den Spiralkönig wurde die neue Hauptstadt nach ihm benannt und ein Denkmal von ihm zur Erinnerung gesetzt.
Yoko Littner (ヨーコ・リットナー)
Die rothaarige Amazone ist mit einem großkalibrigen, multifunktionalen Scharfschützengewehr ausgerüstet und trägt, neben ihrer meist sehr knapp bemessenen Kleidung, eine gelbe Schutzbrille, eine Brosche in Form eines Totenkopfes im Haar und einen weißen Schal mit roten Streifen. Sie ist selbstbewusst, sehr extravertiert und steht der „Gurren Brigade“ tatkräftig zur Seite. Verliebt sich vor Kaminas Tod in ihn. Sie wurde zum Gegenstand zahlreicher Fanservice-Szenen. Betätigt sich in der Zeit des Friedens nach dem Besiegen Lord Genomes als Grundschullehrerin.
Nia Tepperin (ニア・テッペリン)
Sie ist eine Prinzessin, die in einer Truhe versiegelt von ihrem eigenen Vater, dem Spiralkönig, wie Müll entsorgt und kurz darauf von Simon befreit wurde. Nachdem der Spiral König, Lord Genome besiegt ist, steht sie mit Simon an der Führungsspitze, wird allerdings von den Anti-Spirals in eine der ihren verwandelt, um als Botschafterin den Untergang der Menschheit kundzugeben. Nachdem Anti-Spiral besiegt wurde, heiratet sie, kurz bevor sie sich als Reaktion auf die Zerstörung des Anti-Spirals hin auflöst, Simon.

## Konzeption
Die Serie besteht aus zwei Teilen. Dabei erzählt der erste bis zur Episode 15 die Entstehung der Gurren Brigade und die ersten Abenteuer. Die 16. Folge gibt eine Zusammenfassung der vorherigen Ereignisse. Zur 17. Folge hin gibt es einen Zeitsprung von sieben Jahren, es beginnt die Geschichte um Prinzessin Nia und die Antispiralen.
Als Epilog am Ende der Serie werden noch die stark gealterten Charaktere und die Menschheit als zu interstellaren Reisen fähige Zivilisation gezeigt.

## Produktion und Veröffentlichungen
Die Produktionszeit der 27 Folgen umfassenden Serie betrug etwa 5 Jahre. Die Serie wurde vom Studio GAINAX unter der Regie von Hiroyuki Imaishi und dem Skript von Kazuki Nakashima produziert. Des Weiteren waren die Firmen Aniplex und Konami beteiligt. Die Fernsehserie wurde ab dem 1. April 2007 auf dem Sender TV Tokyo ausgestrahlt. Später folgten Sendestarts auf BS Japan und AT-X. Die Erstausstrahlung endete am 30. September 2007.
Aufgrund der Kritik von Fans im 2channel-Forum an der Animation der 4. Episode verließ Takami Akai das Studio Gainax. Er gehörte gemeinsam mit Hideaki Anno und Hiroyuki Yamaga zu den Gründern des Studios und war oft Gast auf internationalen Veranstaltungen zum Thema Anime, auch mehrmals in Deutschland.
Die Serie erschien ab Juli 2008 bei Bandai Entertainment auf Englisch in den USA. Zunächst hatte ADV-Films den Anime lizenziert, trat die Lizenz aber an Bandai ab. Ab 28. Juli 2008 wurde die Serie auf dem amerikanischen Sender Sci Fi Channel ausgestrahlt. Von Juli bis Dezember 2009 veröffentlichte Beez Entertainment die Serie in Frankreich, Deutschland und Großbritannien auf 3 DVD-Boxen, die ersten beiden auch in einer Fassung mit limitierter Auflage. In Deutschland stand die Serie auch zeitweise auf Netflix als Stream bereit.

### Synchronsprecher
| Rolle          | Japanischer Sprecher (Seiyū) | Deutsche Synchronsprecher |
| -------------- | ---------------------------- | ------------------------- |
| Kamina         | Katsuyuki Konishi            | Jaron Löwenberg           |
| Simon          | Tetsuya Kakihara             | Fabian Hollwitz           |
| Yoko Littner   | Marina Inoue                 | Josephine Schmidt         |
| Nia Tepperin   | Yukari Fukui                 | Julia Stoepel             |
| Viral          | Nobuyuki Hiyama              | Tobias Nath               |
| Rossiu Adai    | Mitsuki Saiga                | Dirk Petrick              |
| Leeron Littner | Masaya Onosaka               | Jan Kurbjuweit            |

### Musik
Als Vorspanntitel für die Serie diente das Lied Sorairo Days (空色デイズ) von Shōko Nakagawa. Die Abspanne wurden unterlegt mit Underground von High Voltage (Folgen 1–15), Happily Ever After von Shōko Nakagawa (Folge 16) und Minna no Peace (みんなのピース) von Afromania (アフロマニア; Folgen 17–27).

## Adaptionen

### Manga
Der Manga Tengen Toppa Gurren Lagann, der von Kotaro Mori gezeichnet wurde, wird in Japan seit dem 27. April 2007 im Magazin Dengeki Comic Gao! von MediaWorks veröffentlicht. 2008 wechselte die Serie ins Magazin Dengeki Daioh beim gleichen Verlag und endete dort 2013. Die Kapitel erschienen auch in 10 Sammelbänden. Die Handlung des Mangas folgt im Wesentlichen dem Anime, doch wurden weitere Nebenhandlungen ergänzt.
Im Magazin Comp Ace erschien 2008 und 2009 ein Ableger mit dem Titel Tengen Toppa Gurren Lagann: Gurren Gakuen-hen (天元突破グレンラガン −紅蓮学園篇−), der auch in einem Sammelband herausgebracht wurde. Auch 2008 kam eine Yonkoma-Adaption von Gurren Lagann mit dem Titel Tengen Toppa Gurren Lagann 4-koma Kingdom: Yoko no Oheso-hen (天元突破グレンラガン4コマKINGDOM ヨーコのおヘソ編) bei Futabasha heraus.

### Kinofilm
Zum Anime erschienen zwei Kinofilme, ebenfalls unter der Regie von Hiroyuki Imaishi.
Der erste Film Tengen Toppa Gurren Lagann: Gurren-hen (劇場版 天元突破グレンラガン 紅蓮篇, Gekijōban Tengen Toppa Guren Ragan: Guren-hen, dt. „~: Gurren-Kapitel“) kam am 6. September 2008 am in die japanischen Kinos und ist eine Zusammenfassung der Ereignisse der Folgen 1–15 der Serie mit einigen neuen Szenen.
Der zweite Film Tengen Toppa Gurren Lagann: Lagann-hen (劇場版 天元突破グレンラガン 螺巌篇, Gekijōban Tengen Toppa Guren Ragan: Ragan-hen, dt. „~: Lagann-Kapitel“) wurde am 25. April 2009 erstaufgeführt und ist eine Zusammenfassung der Ereignisse der Folgen 17–27 der Serie mit einigen neuen Szenen.

### Web-Anime
Vom 15. Juni bis 14. September 2008 wurde auf Gainax’ Website eine 8-teilige Musikvideo-Reihe namens Gurren Lagann Parallel Works (グレパラ 〜グレンラガン パラレルワークス〜) gestreamt. Am 24. September 2008 erfolgte eine Veröffentlichung auf DVD. Diese spielen in verschiedenen Parallelwelten, wie z. B. ein mittelalterliches Europa, mittelalterliches Japan oder in einem Steampunk-Wildwesten. Diese stammen von verschiedenen Künstlern die auch bereits an einzelnen Folgen der Fernsehserie mitwirkten. Die einzelnen Werke sind:
1. Rap wa Otoko no Tamashii da! Muri o Tōshite Dōri o Kettobasu! Ore-tachi Dai-Gurren-dan no Thema o Mimi no Ana Kappojitte Yo~ku Kikiyagare (ラップは漢の魂だ!無理を通して道理を蹴っ飛ばす!俺たち大グレン団のテーマを耳の穴かっぽじってよ～く聴きやがれ!!) von Keisuke Watanabe (渡辺 敬介),
2. Baf Baf! Sonna ni Moeru no ga… Suki kai? (BafBaf!そんなに燃えるのが…好きかい?) von SUEZEN,
3. Boin vs Boin (ボインVSボイン) von Hirokazu Kojima (小島大和),
4. Omae no XXX de Ten o Tsuke! (お前の×××で天を衝け!) von Ryōji Masuyama (益山 亮司),
5. Rap wa Otoko no Tamashii da! Onore o Shinjite Ten o Yubi Sasu Dotō no Otoko, Kamina-sama no Thema o Mimi no Ana Kappojitte Yōku Kikiyagare (ラップは漢の魂だ！己を信じて天を指差す怒涛の男・カミナ様のテーマを耳の穴かっぽじってよ～く聴きやがれ!!) von Shin Itagaki (板垣 伸),
6. Gattai Nante Kuso Kurae (合体なんてクソくらえ) von Akira Amemiya (雨宮 哲),
7. “Libera Me” from Hell von Hiroyuki Yamaga (山賀 博之) und
8. Omae-ra Zen’in Moete Shimae! (お前ら全員燃えてしまえっ!!!) von Yō Yoshinari (吉成 曜).

### Spiele
Konami entwickelte zur Animeserie ein Online-Spiel namens Tengen Toppa Gurren Lagann: Chōzetsu Hakkutsu ONLINE (天元突破グレンラガン 超絶発掘ONLINE). Jedoch führte das Spiel zu Abstürzen von Windows-Betriebssystemen, sodass die Entwicklung im April 2007 während der Closed-Beta-Phase abgebrochen wurde.
Am 25. Oktober 2007 erschien ebenfalls von Konami in Japan ein Spiel für den Nintendo DS.

## Auszeichnungen
Gurren Lagann wurde mit drei anderen Serien mit dem Preis für die beste Animation der Japan Media Arts Festival Awards 2007 ausgezeichnet. Der Anime gewann den Tokyo Anime Award der Tōkyō Kokusai Anime Fair 2008 in der Kategorie Fernsehserie, gemeinsam mit Dennō Coil. Atsushi Nishigori gewann den Preis für das beste Charakterdesign. Regisseur Hiroyuki Imaishi gewann den Animation Kōbe Award.

## Trivia
Das Lied „Libera me“ from Hell aus dem Soundtrack Gurren Laganns wurde am 18. Juli 2011 von der Hackergruppe LulzSec als Soundtrack ihres Live-Defacements der Internetseite der britischen Boulevardzeitung The Sun per Twitter verbreitet.